# کارلوس شهردار
کارلوس شهردار (انگلیسی: Carlos Mayor؛ زادهٔ ۵ اکتبر ۱۹۶۵) بازیکن فوتبال اهل آرژانتین است.
از باشگاه‌هایی که در آن بازی کرده‌است می‌توان به باشگاه فوتبال جیمناسیا لاپلاتا، باشگاه فوتبال آویسپا فوکوئوکا، و باشگاه فوتبال آرژانتینوس جونیورز اشاره کرد.
وی همچنین در تیم ملی فوتبال  آرژانتین بازی کرده‌است.